# Радіолокація
Радіолока́ція — виявлення об'єктів (цілей) і визначення їх просторових координат та параметрів руху за допомогою радіотехнічних засобів і методів. Цей процес називається радіолокаційним спостереженням, а пристрої такого призначення — радіолокаційними станціями (РЛС) або радіолокаторами.
Радіолокація застосовується в цивільній авіації, у системах протиповітряної оборони, в метеорології, картографії, дослідженні космосу тощо. Вона здійснюється за допомогою пристроїв, які називаються радіолокаційними станціями або радарами. Радіолокатори розрізняються за діапазоном використовуваних радіохвиль, за видом зондувального сигналу, числом використовуваних каналів, за кількістю та видом вимірюваних координат, місця установки РЛС.

## Різновиди радіолокації
Розрізняють:
- активну радіолокацію — коли РЛС «підсвічує» об'єкт власними імпульсами і розрахунки проводяться, порівнюючи параметри власного сигналу опромінювання «сигналу підсвічування» із сигналом, що відбивається від об'єкта опромінювання
- Пасивну радіолокацію — коли РЛС (як правило, не менше двох) аналізують власне випромінювання об'єктів радіолокації (використовуючи поняття радіо-контрастної цілі, яка випромінює, чи аналізуючи інфрачервоне випромінювання об'єкта; наприклад, роботу двигуна літального апарата (ЛА), бронетехніки чи електростанції засобів зв'язку, РЕБ тощо).

За «зоною видимості» від РЛС на об'єкт спостереження може бути радіолокація прямої видимості чи пряма радіолокація та закрита, непряма радіолокація (як різновид непрямої радіолокації можна навести приклад іоносферної радіолокації, коли РЛС аналізує промені, що відбиваються від різних іоносферних шарів, і за різницею їх параметрів, робить висновок про дальність до цілі, швидкість руху об'єкта, напрям — пеленг на нього).

## Принцип дії

### Визначення координат
Якщо ціль точкова, то її положення у просторі повністю визначається трьома координатами. У сферичній системі координат це похила дальність Д, азимут ά і кут місця β. Початок координат О збігається з точкою стояння (розташування) РЛС.
Похилою дальністю Д називається відстань по прямій від РЛС до цілі М. В активних РЛС основним методом визначення похилої дальності до цілі є вимірювання затримки відбитого сигналу порівняно з сигналом підсвічування — ця затримка дорівнює подвійній похилій відстані, розділеній на швидкість розповсюдження радіо-сигналу.
Азимут ά цілі — це кут між вертикальною площиною, що проходить через ціль М, і вихідним напрямком відліку (0° за компасом). Азимут називають істинним пеленгом цілі, якщо відлік проводиться від північного меридіана ON, або курсовим кутом, якщо напрямком відліку служить поздовжня вісь літака чи діаметральна площина корабля.
Кут місця β — кут між напрямком на ціль ОМ і його проєкцією ОМ' на горизонтальну площину. Поряд зі сферичною системою координат, у радіолокації застосовують також циліндричну систему з координатами: горизонтальна дальність Д, азимут а і висота Н. Горизонтальна дальність ДГ = ОМ1 є проєкцією лінії похилої дальності ОМ на горизонтальну площину. Висота цілі Н дорівнює довжині перпендикуляра, опущеного з М на горизонтальну площину.
Для визначення кутових координат використовуються кілька методів:
1. Сканування уздовж відповідної координати вузьким променем з наступним визначенням положення антени, що відповідало максимальній потужності відбитого сигналу.
2. Моноімпульс. Використання антен спеціальної конструкції дозволяє визначати кутові координати з меншою похибкою, ніж ширина променя антени.
3. Метод синтезованої апертури. Якщо РЛС і ціль рухаються відносно один одного з відомою швидкістю (наприклад, РЛС розташована на борту літака, а ціль нерухомо стоїть на землі), допплерівський зсув частоти прийнятого сигналу залежить від кутової координати цілі. Таким чином, вимірювання допплерівського зсуву дозволяє визначити цю координату.

### РЛС безперервного випромінювання
Для визначення радіальної швидкості рухомих об'єктів використовують ефект Доплера. Найбільше поширення отримав фазовий метод виміру дальності.

### Система імпульсної активної радіолокації

Принцип дії імпульсної радіолокації

Відстань до об'єкта вимірюється за часом затримки, тобто часом випромінювання сигналу й часом реєстрації відбитого сигналу. Радіохвилі розповсюджуються в просторі зі швидкістю світла, тому час затримки для відстані у кілька сотень кілометрів становить тисячні долі секунди.
Напрям на об'єкт або його азимут визначається за допомогою діаграми спрямованості радара (далекоміра), яка формується у вигляді тонкого пучка у вертикальній площині. Зазвичай антена радара обертається, а з нею обертається і діаграма направленості, що дозволяє фіксувати сектор, в якому знаходиться ціль.
Висота об'єкта визначається за допомогою радара, який називається висотоміром. Діаграма направленості антени висотоміру лежить у горизонтальній площині, а сама антена хитається вгору-вниз. Для визначення висоти цілі висотомір повинен отримати інформацію від далекоміра про її азимут. Повністю координати цілі визначаються за сумою даних від далекоміра і висотоміра.
Додатково, використовуючи ефект Доплера, можна визначити швидкість цілі. Зазвичай такий метод застосовують для того, щоб відокремити рухомі цілі, такі як літаки, від нерухомих об'єктів, наприклад, гір, або об'єктів, що рухаються з малою швидкістю — хмар.
Формула визначення відстані до об'єкта визначається за формулою S=c*t/2

#### Визначення дальності (в активній радіолокації)

Наочний приклад відбиття цілі на екрані ІКО — індикатора колового огляду РЛС

Відомо, що швидкість розповсюдження радіохвиль — стала величина для вакууму та може незначно зменшуватися у повітряному середовищі.
Отже,
2S = vсвітла * Δt, звідки S = vсвітла * Δt / 2

## Класифікація
Виділяють два види радіолокації:
- Пасивна радіолокація — базується на прийнятті власного випромінювання об'єкта
- Активна радіолокація — така, за якої радар випромінює свій власний зондувальний імпульс і приймає його відбитим від об'єкта. Залежно від параметрів прийнятого сигналу визначаються характеристики об'єкта.

Активна радіолокація буває двох видів
- З активною відповіддю — на об'єкті передбачається наявність радіопередавача (відповідача), який випромінює радіохвилі у відповідь на прийнятий сигнал. Активна відповідь застосовується для розпізнання об'єктів (свій — чужий), дистанційного керування, а також для отримання від них додаткової інформації (наприклад, про кількість палива, тип об'єкту тощо).
- З пасивною відповіддю — випромінювальний сигнал відбивається від об'єкта та сприймається в пункті приймання, як відповідь.

## Дальність дії РЛС
Максимальна дальність дії РЛС залежить від низки параметрів і характеристик як антенної системи станції, так і генератора та приймача системи. Взагалі, без урахування втрат потужності в атмосфері, перешкод і шумів, дальність дії системи можна визначити наступним чином:
{\displaystyle D_{max}={\sqrt[{4}]{\frac {P_{n}D_{a}S_{a}\sigma }{\left(4\pi \right)^{2}P_{n.min}}}}},
де:
{\displaystyle \;P_{n}} — потужність генератора;
{\displaystyle \;D_{a}} — коефіцієнт спрямованої дії антени;
{\displaystyle \;S_{a}} — ефективна площа антени;
{\displaystyle \;\sigma } — ефективна площа розсіювання цілі;
{\displaystyle \;P_{n.min}} — мінімальна чутливість приймача, що визначається потужністю перешкод (теплового шуму, активних перешкод, тощо), допустимою ймовірністю помилкових тривог і методом детектування сигналу, що відбився від цілі.
При наявності шумів і перешкод дальність дії РЛС зменшується.